# Voltampérométrie
La voltampérométrie (ou voltammétrie) est une méthode d’électroanalyse basée sur la mesure du flux de courant résultant de la réduction ou de l’oxydation des composés tests présents en solution sous l’effet d’une variation contrôlée de la différence de potentiel entre deux électrodes spécifiques. Elle permet d’identifier et de mesurer quantitativement un grand nombre de composés (cations, certains anions, composés organiques), dont certains simultanément, et également d’étudier les réactions chimiques incluant ces composés.

## Terminologie
Les dénominations voltammétrie et voltammogramme -avec deux m-, sont des anglicismes dérivés des termes anglais voltammetry et voltammogram (formés à partir de ammeter qui signifie ampèremètre). Les termes français sont voltampérométrie et voltampérogramme. Il convient d'éviter la confusion entre la "voltammétrie" -avec deux m- qui donne accès à la cinétique électrochimique à partir du tracé des courbes intensité-potentiel (avec un potentiostat) et la "voltamétrie" -avec un seul m- qui consiste à mesurer une quantité d'électricité (en coulombs) grâce à l'utilisation d'un voltamètre (synonyme de coulomètre).

## Composants et principes des techniques voltammétriques
Les unités de base d’un analyseur voltammétrique sont : 
- Une cellule basée sur un système à trois électrodes immergées dans la solution à analyser. Les trois électrodes sont :
  - une électrode de travail (parfois aussi appelée électrode indicatrice) ;
  - une électrode de référence ;
  - une électrode auxiliaire (parfois aussi appelée contre-électrode).
- Un circuit électronique, appelé potentiostat, permettant de modifier le potentiel et d'enregistrer le courant.

Il est ainsi possible de connaitre le potentiel de l'électrode de travail par rapport à l'électrode de référence et de mesurer le courant s'écoulant par l'électrode de travail et l'électrode auxiliaire. Il n'y a jamais de courant s'écoulant par l'électrode de référence (l'impédance d'entrée du potentiostat ne laisse passer que quelques picoampères). La différence de potentiel entre l'électrode auxiliaire et l'électrode de référence n'est pas connue (on parle alors de résistance non-compensée par le potentiostat).

### Les électrodes

#### Électrode de travail
L'électrode de travail est celle dont la surface sert de site pour la réaction de transfert d'électrons et est donc le cœur de tous systèmes voltammétriques. Les électrodes de travail les plus utilisées en voltammétrie sont :
1. les électrodes de mercure (Hg) sous deux géométries différentes : électrode à goutte de Hg pendue (HMDE : Hanging Mercury Drop Electrode) ou électrode à film de Hg (MFE : Mercury Film Electrode)
2. les électrodes solides, formées pour la plupart de métaux nobles, tels que Au ou Pt, ou de carbone vitreux.

La nature de l'électrode de travail sera choisie principalement en fonction de son domaine de polarisation. Dans le cas des électrodes de travail de Hg, la fenêtre de potentiel dans laquelle l'oxydo-réduction d'un élément est mesurable est limitée : 
- du côté des potentiels négatifs par le courant de réduction du cation de l'électrolyte (Na) ou du proton de l'eau ;
- du côté des potentiels positifs par le courant d'oxydation du Hg.

Ainsi le domaine dans lequel le potentiel imposé à une électrode de Hg peut être varié est limité typiquement de +0,2 à –1,7 V par rapport à l'électrode de référence Ag/AgCl/KCl saturé.
La limite négative de potentiel est similaire pour tous les types d'électrodes de travail (réduction de H ou Na). La limite positive de potentiel est due à l'oxydation soit du substrat (Pt, Au) soit de l'eau en O2. Notons qu'étant donné que les potentiels de réduction et d'oxydation de l'eau dépendent tous deux du pH de la solution, les limites de polarisation correspondantes dépendent également de ce paramètre. Les électrodes de Pt, Au et C sont complémentaires aux électrodes de Hg : les éléments réduits à des potentiels redox négatifs sont généralement analysés sur une électrode de Hg, tandis que les éléments ayant un potentiel redox supérieur à 0,2 V sont analysés sur une électrode solide.

#### Électrode de référence
L'électrode de référence est le deuxième composant-clé de toute cellule voltammétrique. Elle possède un potentiel spécifique et constant, ce qui permet d'imposer un potentiel précisément défini à l'électrode de travail. Ceci est important, étant donné que le potentiostat ne permet de contrôler que la différence de potentiel imposé entre deux électrodes. De ce fait, il est indispensable de mentionner la nature de l'électrode de référence utilisée pour toutes mesures voltammétriques. Les électrodes de référence les plus utilisées, et leurs potentiels standards par rapport à l'électrode standard à hydrogène (EESH= 0, choisi arbitrairement), sont : 
- l'électrode au calomel saturée (ECS) : Hg/Hg2Cl2/KClsat, EECS = 241 mV ;
- l'électrode au chlorure d'argent saturée : Ag/AgCl/KClsat, EAg/AgCl/KClsat = 199 mV.

#### Électrode auxiliaire
L'électrode auxiliaire ou contre-électrode assure le passage du courant dans la pile et sa mesure. Elle est usuellement en platine ou en carbone et possède une large surface par rapport à l'électrode de travail.

### La solution
La solution contient le solvant (eau), un électrolyte inerte en grande concentration (par ex. : 0,1 mol L−1 NaNO3) pour assurer le flux de courant dans la solution par transport de ses ions, et le (ou les) composé(s) à analyser (aussi appelé dépolariseur) qui subit la réaction rédox à la surface de l'électrode de travail. 
Avant d’effectuer une mesure voltammétrique, la solution à étudier est purgée au moyen d’un gaz inerte (N2, Ar) afin d’éliminer l’oxygène dissous. Ceci est nécessaire car l’oxygène, qui est présent en concentration relativement grande (entre 5 × 10−4 et 8 × 10−3 mol/L en solution saturée avec l’air), est également électroactif. L'électro-réduction de l'O2 donne deux vagues de réduction successives aux électrodes de Hg (correspondant à la réduction de O2 en H2O2 à E ~ -0,1 V vs. Ag/AgCl/KCl sat. et de H2O2 en H2O à E ~ -0,9 V vs. Ag/AgCl/KCl sat. successivement) qui peuvent masquer les signaux des composés à analyser.
À noter que le paragraphe précédent n'illustre qu'un exemple donné de voltammétrie mais que d'autres solvants peuvent être utilisés avec cette technique tels que des sels fondus ou du verre fondu (à haute température).

## Variation du potentiel et mesure du courant
En voltammétrie, le potentiel E appliqué à l’électrode de travail est varié en fonction du temps et le courant i est mesuré en fonction du potentiel E. Les courbes i = f(E) obtenues sont appelées voltammogrammes (ou voltampérogrammes).
Le potentiel appliqué est en fait décrit par une courbe E=f(t); l'allure de cette courbe confère à la voltammétrie sa spécificité (linéaire, cyclique, à ondes carrées, à ondes pulsées, etc.).

## Sources
- Cellules électrochimiques :aspects thermodynamiques et cinétiques, Didier Devilliers et Éric Mahé, L’actualité chimique - Janvier 2003- Article en ligne. (fr) .